# Lindsaea crispa
Lindsaea crispa är en ormbunkeart som beskrevs av Bak. Lindsaea crispa ingår i släktet Lindsaea och familjen Lindsaeaceae. Inga underarter finns listade.